# Ottjärnen (Ådals-Lidens socken, Ångermanland)
Ottjärnen är en sjö i Sollefteå kommun i Ångermanland och ingår i Ångermanälvens huvudavrinningsområde. Sjön har en area på 0,0846 kvadratkilometer och ligger 229,1 meter över havet. Sjön avvattnas av vattendraget Vigdan (Ottjärnån).

## Delavrinningsområde
Ottjärnen ingår i det delavrinningsområde (704578-156245) som SMHI kallar för Ovan Rävsjöån. Medelhöjden är 236 meter över havet och ytan är 2,93 kvadratkilometer. Det finns ett avrinningsområde uppströms, och räknas det in blir den ackumulerade arean 27,06 kvadratkilometer. Vigdan (Ottjärnån) som avvattnar avrinningsområdet har biflödesordning 2, vilket innebär att vattnet flödar genom totalt 2 vattendrag innan det når havet efter 101 kilometer. Avrinningsområdet består mestadels av skog (59 procent) och sankmarker (32 procent). Avrinningsområdet har 0,09 kvadratkilometer vattenytor vilket ger det en sjöprocent på 3 procent.